# Goodgame Big Farm

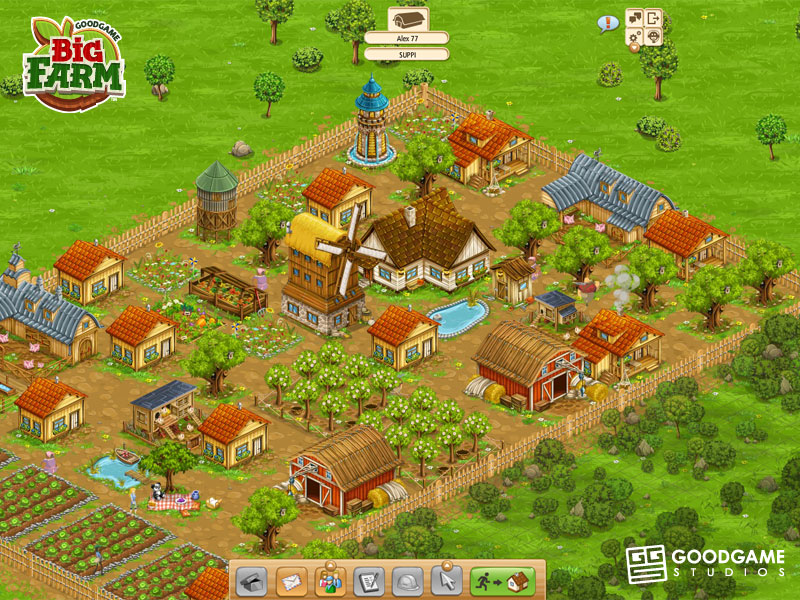
Screenshot

Goodgame Big Farm ist ein browserbasiertes MMO-Aufbauspiel des deutschen Spieleentwicklers Goodgame Studios, welches im Oktober 2012 veröffentlicht wurde. Heute zählt das Spiel weltweit mehr als 35 Mio. registrierte Spieler und ist in 20 Sprachen verfügbar.

## Spielprinzip und Technik
Bei Goodgame Big Farm geht es darum, einen kleinen Bauernhof in eine große Farm zu verwandeln. Die Spieler nehmen die Rolle eines Landwirts ein und bepflanzen Äcker, um Obst, Gemüse oder Blumen zu ernten. Zudem züchten sie Tiere und bauen Häuser sowie Dekorationen für die Bewohner der Farm. Parallel dazu werden den Spielern Aufgaben gestellt, durch welche sie Belohnungen erhalten können.
Die Produktionsketten sind einem realitätsnahen Kreislauf nachempfunden. Was auf dem Acker produziert wird, kann entweder direkt verkauft oder zu Tierfutter weiterverarbeitet werden. Die Tiere produzieren unter anderem Eier, Milch und schließlich Mist, welcher zu Dünger weiterverarbeitet wird. Mit diesem können die Obstbäume gedüngt werden, deren Laub auf dem Kompost zu Humus umgewandelt wird. Der Humus dient wiederum zum Düngen des Ackers, womit sich der Kreislauf schließt. Durch den Verkauf produzierter Güter erwirtschaften die Spieler Geld, mit welchem neue Gebäude, Saaten und andere Inhalte erworben werden. Es gilt, diese Produktion zu optimieren und die Farm somit wirtschaftlich autark und effizient zu machen.
Die Spieler können sich mit anderen Spielern in Bündnissen zusammenschließen, um sich auszutauschen und gegenseitig zu helfen. Gemeinschaftlich durchführbare Projekte schalten darüber hinaus zusätzliche Inhalte frei.
Im Verlauf des Spiels werden neben der Hauptfarm weitere Farmen freigeschaltet. Auf der Schlemmerfarm und der Blumenfarm können die Spieler Gebäude errichten und weitere Produkte sowie Geld erwirtschaften. Um Zugang zu den Farmen zu erhalten, müssen die Spieler zunächst eine bestimmte Levelgrenze erreicht haben und Eintrittskosten mit der spieleigenen Währung bezahlen. Als Events sind temporär die Inselfarm und die Winterfarm verfügbar, auf denen exklusive Gebäude gebaut und Produkte hergestellt werden.
Goodgame Big Farm existiert in 20 Sprachversionen, darunter in Deutsch.

## Geschäftsmodell
Goodgame Big Farm gehört zur Gruppe der Free-to-play-Spiele. Das bedeutet, dass Nutzer das Spiel kostenlos spielen und Fortschritte erzielen können. Optional besteht die Möglichkeit, im Spiel Gold zu erwerben. Gold ist eine Spielwährung, mit welcher die Spieler bestimmte Features bei Big Farm kaufen können – dazu gehören unter anderem die Beschleunigung von Bauvorgängen, der Kauf von Premiumgebäuden sowie der Erwerb von speziellem Dünger, Futter oder Saatgut. Gold ist in geringer Häufigkeit auch innerhalb des Spiels verfügbar. Somit sind mit erhöhtem Zeitaufwand alle Spielinhalte auch kostenfrei erreichbar.

## Rezeption
2013 erhielt Goodgame Big Farm die Auszeichnung „MMO of the Year“ in der Kategorie „Best Casual Browser MMO“.